# چشمه بید (ایلام)
چشمه بید، روستایی در دهستان کشوری بخش مرکزی شهرستان ایلام در استان ایلام ایران است.

## جمعیت
بر پایه سرشماری عمومی نفوس و مسکن در سال ۱۳۹۵، جمعیت این روستا برابر با ۷۸ نفر (۲۱ خانوار) بوده‌است.